# Oriol Amat i Salas
Oriol Amat i Salas   (Barcelona, 1957) és un economista català, catedràtic d'Economia Financera i Comptabilitat de la Universitat Pompeu Fabrades del 2001, universitat de la qual fou rector entre el 2021 i el 2023.

## Trajectòria professional i acadèmica
Va estudiar economia a la Universitat Autònoma de Barcelona on es va llicenciar i posteriorment doctorar. Posteriorment va continaur els seus estudis llicenciant-se en administració i direcció d'empreses a ESADE, on també faria un màster MBA i a la Escola d'economia d'Estocolm. Ha fet estades en diversos centres de referència, com la Linkoping University (Suècia), la Universitat Massey de Nova Zelanda, la Universitat de Montpeller o la Universidad Diego Portales a Xile.
Va començar a treballar a la Universitat Pompeu Fabra el 1992, i al llarg dels anys hi ha exercit diversos càrrecs de responsabilitat. Ha estat vicerector d’Economia, Sistemes d’Informació i Serveis (1997-2001), director del Departament d’Economia i Empresa (2003-2005) i degà de la UPF Barcelona School of Management (2018-2021). El 2021 es va presentar a les eleccions a rector de la universitat i, essent-ne l'únic candidat, va ser proclamat com a tal el maig.
Les seves línies de recerca inclouen l’anàlisi dels factors d’èxit de les organitzacions i els aspectes ètics de les finances. Ha dirigit més d’una quinzena de tesis i és autor de diversos llibres de comptabilitat i finances, alguns dels quals s'han traduït a diversos idiomes. També col·labora i és membre del consell editorial de diverses publicacions científiques internacionals.
Més enllà de l'àmbit universitari, ha estat vinculat a diversos organismes vinculats amb el seu àmbit professional. Ha estat degà del Col·legi d’Economistes de Catalunya, membre del consell assessor de la Cambra de Comerç de Barcelona i de PIMEC; i membre del grup de treball Catalunya 2022, que dissenya l'estratègia post Covid. També es membre del Foro Académico de Finanzas Sostenibles de España.
Ha presidit l'Associació Catalana de Comptabilitat i Direcció i dirigit el Màster en Direcció Financera i Comptable de la UPF Barcelona School of Management. Ha estat membre del Consell Assessor per a la Reactivació i el Creixement de Catalunya (2010-2015). Ha estat Conseller de la Comissió Nacional del Mercat de Valors.
L'abril de 2018, Amat fou elegit entre les cinc candidatures que optaven la rectoria de Universitat de Vic - Universitat Central de Catalunya (UVic-UCC) per la Fundació Universitària Balmes. El 28 de juny, durant la reunió de la Patronat que l'havia de nomenar com a rector, va renunciar al càrrec per motius «estrictament familiars i personals sobrevinguts».

## Trajectòria política
Va ocupar el número 7 com a independent en la llista de Junts pel Sí, una coalició independentista entre Convergència i ERC, en les eleccions al Parlament de Catalunya de 2015. Va esdevenir diputat al Parlament de Catalunya en la XI Legislatura (2015-2017). L'abril de 2015, Oriol Amat es va mostrar contrari a la renda mínima. En canvi, ha aprofundit en la renda bàsica universal en diversos articles i projectes de recerca, en què s'ha mostrat partidari d'incrementar la política de rendes. Entre aquests, destaca la publicació, juntament amb l'economista Xavier Ferràs, del monogràfic Renda Bàsica Universal. Anàlisi d’una proposta disruptiva d'innovació social. Va votar a favor de la renda mínima juntament amb la resta del seu grup parlamentari i, en l'actualitat, forma part del Consell Assessor per a la implantació de la Renda Bàsica Universal.

## Publicacions
És autor d’articles científics i més de quaranta llibres, entre els quals L'ampolla mig plena. Aprendre de la crisi i dels que ho fan millor, on proposa, arran de la crisi econòmica desencadenada com a conseqüència de la pandèmia de COVID-19, mirar les millors pràctiques internacionals per aprendre a tirar endavant com, per exemple, racionalitzar la burocràcia, fer préstecs sense interès a empreses amb la condició que no treballin amb paradisos fiscals, fer arribar la renda garantida de ciutadana a més gent i aprofitar-ho per fer canvis que estimulin una economia més social.
També ha publicat Informe anual de l'empresa catalana (2020), Detecting accounting fraud before it's too late [Detectar fraus comptables abans que sigui massa tard] (2019), Renda Bàsica Universal: Anàlisi d’una proposta disruptiva (2019), Valoració i compravenda d’empreses (2018), entre d'altres.